# العلاقات اليابانية الجيبوتية
العلاقات اليابانية الجيبوتية (بالإنجليزية: Djibouti–Japan relations)‏ ، هي العلاقات الثنائية الرسمية بين الإمبراطورية اليابانية وجمهورية جيبوتي.

## تاريخها
في اليوم السابع والعشرين من شهر يونيو عام 1977م، اعترفت اليابان لجمهورية جيبوتي كدولة ذات سيادة، وأقيمت العلاقات الثنائية بين طوكيو وجيبوتي عام 1980م، وافتتحت السفارة الجيبوتية في طوكيو.

### زيارة إلى اليابان
زار الرئيس الجيبوتي حسن جوليد لليابان للمرة الأولى عام 1995م، وزار للمرة الثانية عام 1998م، وزار الرئيس الصومالي إسماعيل عمر جيله لزيارة اليابان للمرة الأولى عام 2003م، وزار للمرة الثانية عام 2010م.

## العلاقات العسكرية
قامت القوات البحرية من قوات الدفاع الذاتي اليابانية بالتمركز في قاعدة عسكرية بحرية في جيبوتي عام 2011م، وتشارك اليابان بجانب القوات البحرية الأمريكية «مارينز» لمحاربة القراصنة البحار.